# Терлецкий, Владимир Евгеньевич
Владимир Евгеньевич Терлецкий (22 января 1931, Москва — 23 июля 1998, там же) — советский композитор, пианист, дирижёр, музыкально-общественный деятель, заслуженный деятель искусств Азербайджанской ССР (1982).

## Биография
Родился 22 января 1931 года в Москве. Родители — Евгений Петрович Терлецкий и Юдифь (Рива) Моисеевна Гладштейн (1898—1938) — в 1937 году были репрессированы и впоследствии расстреляны. Воспитывался вместе со старшим братом бабушкой, а после её смерти — сестрой матери, врачом Рахилью Моисеевной Гладштейн (1888—1978), создателем и первым директором научно-исследовательского Института экспертизы нетрудоспособности и организации труда инвалидов (ныне — Федеральное бюро медико-социальной экспертизы).
Учился в музыкальном училище по классу фортепиано (1952), затем в Институте им. Гнесиных по классу фортепиано (педагог М. Гурвич) и классу композиции (Л. Штрейхер), институт не закончил.
В 1950-х и первой половине 1960-х годов — джазовый пианист, музыкальный руководитель и дирижёр широко известных эстрадных оркестров Бориса Ренского (1952—1954), Эдди Рознера (1955—1964), любимый пианист-аккомпаниатор и аранжировщик Марка Бернеса.
В 1972—1976 и 1982—1987 годах — музыкальный руководитель и главный дирижёр Государственного эстрадно-симфонического оркестра Азербайджанской ССР, аккомпаниатор Муслима Магомаева.
Написал музыку к кинофильмам киностудии «Мосфильм», «Одесской киностудии», «Свердловской киностудии». Автор песен на стихи советских поэтов на идише, музыки для постановок еврейских театров.
Брат — художник Феликс Евгеньевич Терлецкий (1927—2002).

## Фильмография
- 1996 Ермак
- 1994 Будулай, которого не ждут
- 1988 Фантазёр
- 1987 Оглашению не подлежит
- 1982 Однолюбы
- 1976 Просто Саша
- 1976 Марк Твен против…
- 1975 Концерт для двух скрипок
- 1973 Горячий камень (короткометражный)
- 1972 Пылающий континент (документальный)
- 1971 Мальчики